# هارون ريتشموند
هارون ريتشموند (بالإنجليزية: Aaron Richmond)‏ هو عازف بيانو ورائد أمريكي، ولد في 28 أكتوبر 1895 في سالم في الولايات المتحدة، وتوفي في 21 أبريل 1965 في بوسطن في الولايات المتحدة.